# Apple A7

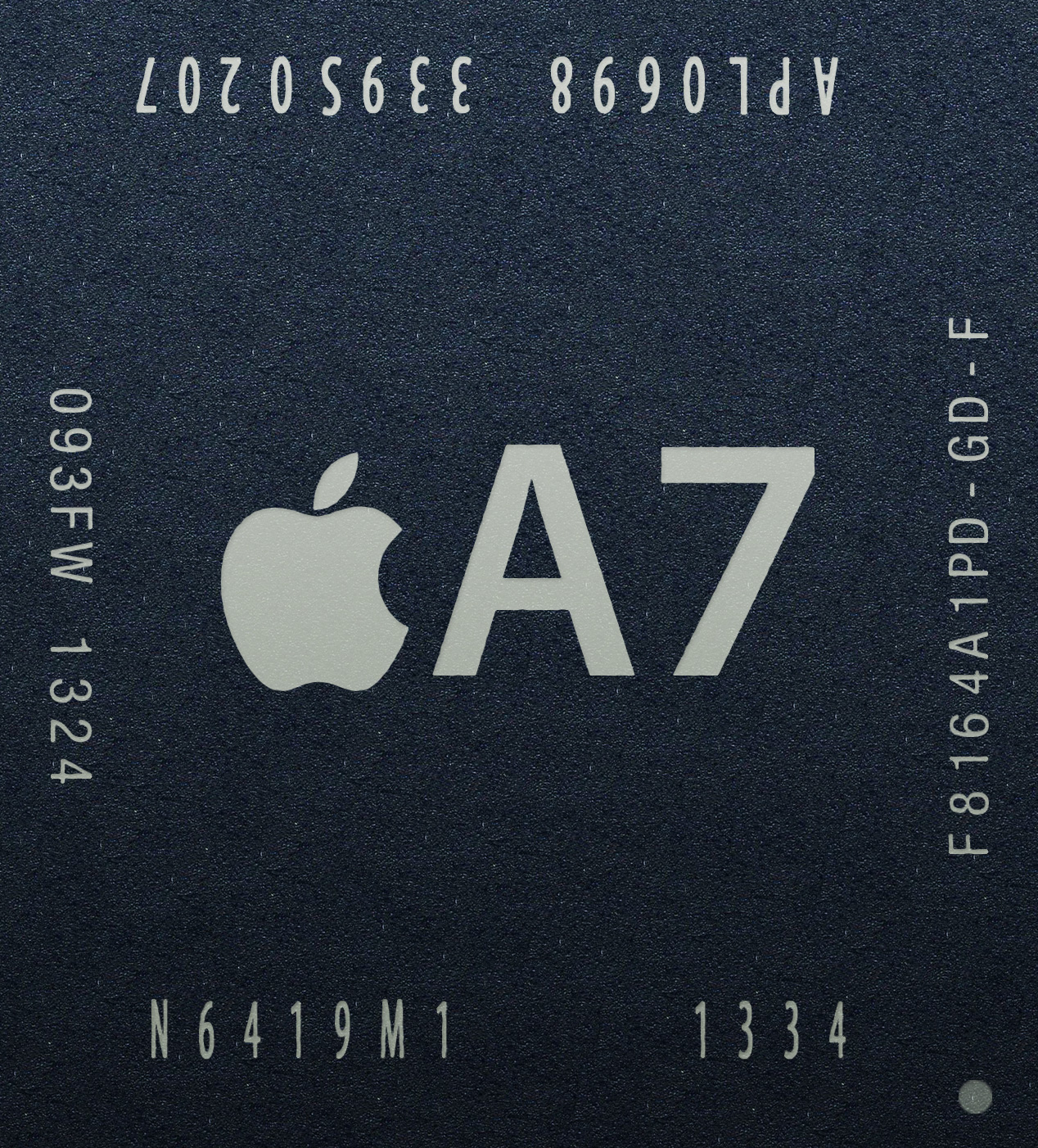
Apple-A7-Chip im iPhone 5s

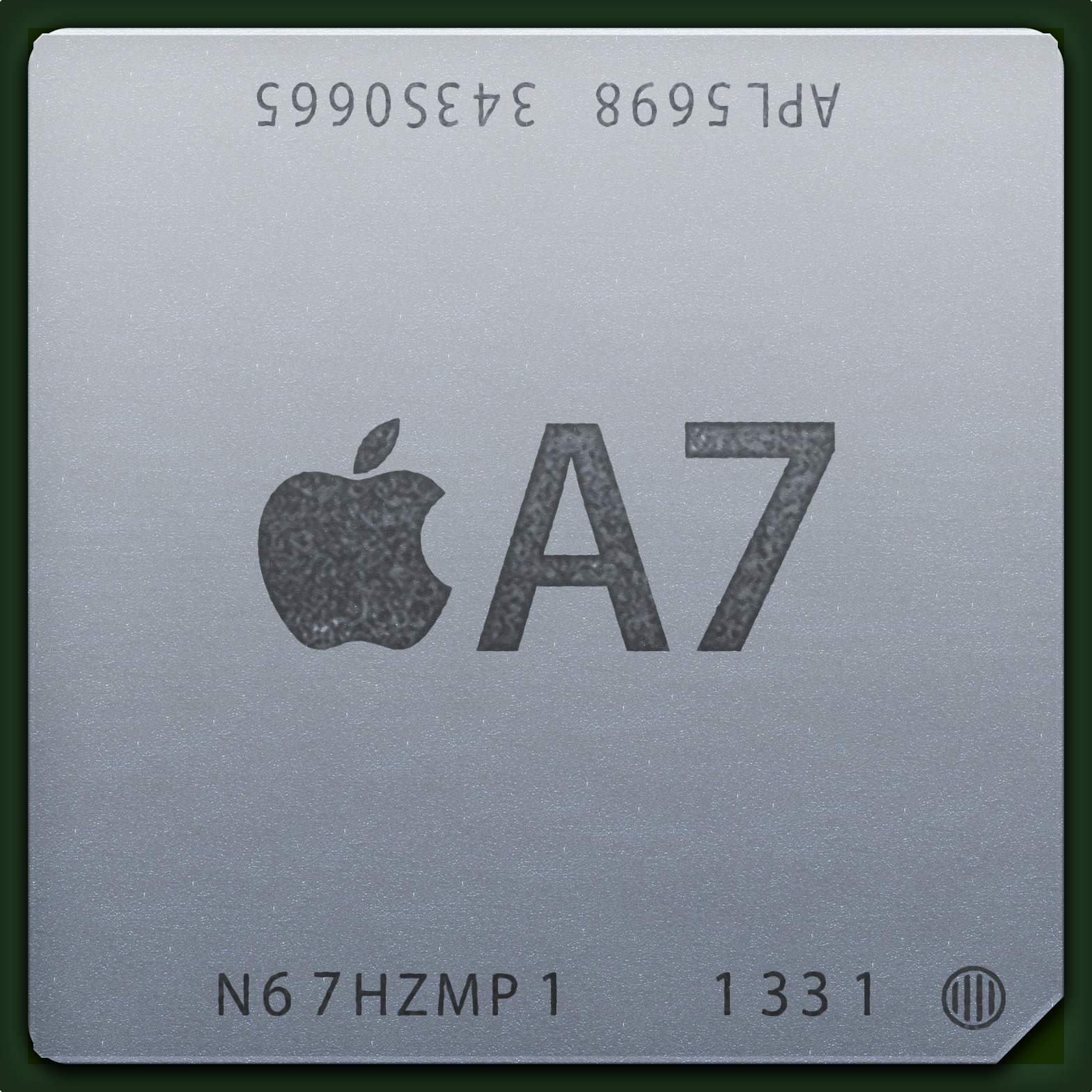
Apple-A7-Chip im iPad Air

Der Apple A7 ist ein von dem US-amerikanischen Unternehmen Apple Inc. entwickelter und vom südkoreanischen Unternehmen Samsung Electronics gefertigtes System-on-a-Chip (SoC). Er kombiniert eine 64-Bit-Arm-CPU mit einem Grafikprozessor und Hauptspeicher und übernimmt zudem die Funktionen eines herkömmlichen PC-Chipsatzes. Er gehört zu den S5L SoCs.
Vorgänger des A7 war der Apple A6, Nachfolger der Apple A8.

## Geschichte
Der A7 ist das erste SoC überhaupt, das auf einer 64-Bit-Arm-Architektur basiert. Er wurde am 10. September 2013 als Teil des iPhone 5s vorgestellt und wird in diesem Gerät vom Sensor-Koprozessor Apple M7 unterstützt. Der Hersteller verbaut den A7-Chip außerdem in seinen Geräten iPad Air sowie im iPad mini 2 und iPad mini 3.
Laut dem Halbleiterhersteller TSMC hat die Einführung des A7 zu einer beschleunigten Umstellung bei Arm-Prozessoren auf 64 Bit und in der Folge einem schnellen Wechsel auf kleinere Strukturbreiten von 28 und 20 Nanometer geführt.
Nach einem erstinstanzlichen US-Urteil sollte der A7-Chip Techniken enthalten, welche von einem Patent der Universität von Wisconsin geschützt sind. Daher verurteilte das US-Gericht Apple wegen Patentverletzung zunächst zur Zahlung von 506 Millionen Dollar Schadenersatz. Das Urteil wurde vom Berufungsgericht aufgehoben, der US Supreme Court bestätigte die Aufhebung.

## Technik
Die im iPhone 5s und den beiden iPad mini verwendeten A7-SoC haben die Chipbezeichnungen S5L8960X. Sie enthalten jeweils zwei mit 1,3 GHz getaktete RISC-Prozessorkerne, die den 64-Bit-Armv8-Befehlssatz unterstützen und zum 32-Bit-Armv7- und ARMv6-Befehlssatz abwärtskompatibel sind. Die Mikroarchitektur unter der Bezeichnung Cyclone stellt eine Eigenentwicklung von Apple dar. Der A7 adressiert in beiden Geräten über einen 64 Bit breiten Adressbus jeweils 1024 MB SDRAM-Speicher (LPDDR3), der mit 1333 MHz getaktet ist. Neben dem Arbeitsspeicher und dem Prozessor befindet sich auf dem A7 ein GPU-Cluster des Typs Imagination PowerVR G6430 mit 4 Kernen, der Videos in HD-Auflösung codieren und decodieren kann und OpenGL ES 3.0 unterstützt. Darüber hinaus sind ein Speichercontroller für SATA-Peripherie und NAND-Flash-Speicher sowie ein eigenes Audiosubsystem integriert. Der A7 wird im 28-nm-High-K/Metal-Gate-Prozess von Samsung Electronics gefertigt.
Die im iPad Air verwendete Variante (Chipbezeichnung S5L8965X) arbeitet in einem metallischen Gehäuse mit einer Taktrate von 1,4 GHz und besitzt keinen eigenen RAM.

### Mikroarchitektur

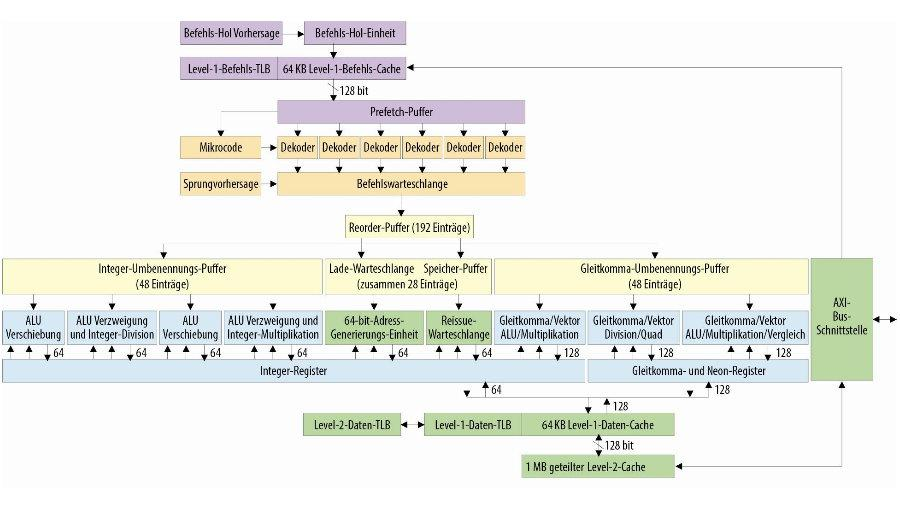
Blockschaltbild von Apples 64-Bit-Mikroarchitektur Cyclone

Die Prozessorkerne des Apple A7 wurden seitens Apple nicht direkt von ARM lizenziert, sondern mittels einer sogenannten ARM-Architekturlizenz, die u. a. auch der Chiphersteller Qualcomm für seine Snapdragon-SoCs nutzt, selbst unter der Bezeichnung Cyclone entwickelt. Da Apple selbst kaum technische Informationen über Cyclone herausgibt, gibt es nur begrenzt gesicherte Informationen über die Mikroarchitektur.
Mittels einiger von Apple veröffentlichter Informationen, eines iPhone 5S und selbst entwickelter Apps hat der Elektronik-Redakteur Frank Riemenschneider versucht, Rückschlüsse auf die Mikroarchitektur von Cyclone zu ziehen. Das präsentierte Blockschaltbild von Cyclone ist das bislang einzig veröffentlichte seiner Art.